# Jelenice (Vítkov)
Jelenice (německy Hirschdorf) je malá vesnice, část města Vítkov v okrese Opava. Nachází se asi 6,5 km na severovýchod od Vítkova. V roce 2009 zde bylo evidováno 30 adres. V roce 2001 zde trvale žilo 96 obyvatel.
Jelenice je také název katastrálního území o rozloze 2,47 km2. Katastr Jelenice s ostatními částmi města Vítkov územně nesouvisí, neboť je oddělen mezilehlou obcí Větřkovice.

## Název
Název vesnice byla založena někdy před rokem 1720 na místě zaniklé vesnice, která se jmenovala Vojtovice či Fojtovice. Obnovená ves dostala jméno Hirschdorf - "Jelení ves" (podle zvěře v okolních lesích). Z něj bylo koncem 19. století vytvořeno české Jelenice (v množném čísle).

## Pamětihodnosti
- Přírodní rezervace Valach